# 1-2-3 Production
«1-2-3 Production» — российская кинокомпания, занимающаяся производством фильмов и сериалов премиум-класса, полнометражного жанрового и авторского кино, а также документальных фильмов и сериалов. Основана 29 июня 2016 года шоураннерами и продюсерами Валерием Федоровичем и Евгением Никишовым. В настоящее время в портфеле компании такие рейтинговые проекты как трилогия «Гоголь», драма «Эпидемия», приключенческий триллер «Игра на выживание». В 2020 году компания включена в новый список лидеров индустрии, который ежегодно обновляет Совет государственного Фонда кино . Офис компании расположен в Москве.

## История
Кинокомпания была основана Валерием Федоровичем и Евгением Никишовым в июне 2016 года.
1-2-3 Production создаёт проекты различных жанров и форматов. Самый кассовый проект 1-2-3 Production — кинотрилогия «Гоголь» («Гоголь. Начало», «Гоголь. Вий» и «Гоголь. Страшная месть»), выпущенная также в формате 8-серийного телесериала, — была удостоена многочисленных наград.
Социальная драма «Обычная женщина» (совместное производство с Look Film) была включена в основной конкурс фестиваля Series Mania (2018) и отмечен наградой за лучшую женскую роль, которая была вручена актрисе Анне Михалковой. Права на международную дистрибуцию сериала приобрела компании Cineflix Rights (Великобритания).
В 2019 году выходят сразу несколько проектов производства компании 1-2-3 Production: драма «Эпидемия», сюжет которой предсказал атаку неизвестного респираторного вируса на Москву. Сериал был включён в основной конкурс фестиваля CanneSeries (2019), а также вошёл в рейтинг самых ярких проектов Fresh TV Fiction в рамках международного рынка контента MIPTV (2020). Первый сезон сериала «Эпидемия» был высоко оценен российскими и международными кинокритиками и зрителями, был продан на международную платформу Netflix, где за первую неделю просмотров он вошел в ТОП-10 по просмотрам в 56 странах. По итогам года драма стала первым российским проектом, вошедшим в топ-10 неанглоязычных сериалов на Netflix. Рейтинг "свежести" сериала на сайте RottenTomatoes - 100% .
Дилогия «Полицейский с Рублёвки. Новогодний беспредел» (совместно с Legio Felix) стала первой российская кинофраншизой, два фильма которой собрали в прокате более 2,5 миллиардов рублей.
В этом же году вышла фестивальная драма «Верность» Нигины Сайфуллаевой и блокбастер Егора Баранова «Аванпост».
В 2020 году компания выпустила сериал «Перевал Дятлова» о гибели тургруппы Игоря Дятлова и расследовании причин произошедшего. На международном рынке проект представляет один из мировых лидеров дистрибуции, компания Beta (Германия).
В августе 2020 года стало известно, что Фонд кино поддержал государственное софинансирование нового проекта компании — приключенческую драму «Бансу», действие которой разворачивается в 1943 году на Аляске.
В 2020 году на базе студии была создана компания по производству компьютерной графики — 1-2-3 Production VFX (ex-PREMIER Studios VFX).

## Руководство

### Генеральные директора
- Виктория Литвинова (2016—2017)
- Иван Голомовзюк (2017—2024)
- Андрей Терешок (с 17 апреля 2024)

### Генеральные продюсеры
- Валерий Федорович (2016—2022)
- Евгений Никишов (2016—2022)[5]
- Нелли Яралова (2019[6]—2022)
- Артём Михалков (с 8 апреля 2025)[7]

## Награды
- 2018 — PromaxBDA Europe Awards, серебряная награда за постер фантастического сериала «Чернобыль-2. Зона отчуждения» телеканала ТВ-3
- 2018 — специальный приз Ассоциации продюсеров кино и телевидения России (АПКиТ) за вклад в развитие индустрии телевизионного кино с формулировкой «За успешный кинопрокат телесериала» за фильм «Гоголь. Начало»[8]
- 2018 — международная американской премии Global Music Awards за саундтрек композитора Райана Оттера к фильму «Гоголь. Начало»[9]
- 2018 — приз за лучшую женскую роль на международном фестивале теле и веб-сериалов Series Mania (Анна Михалкова, «Обычная женщина»)
- 2018 год — специальный приз премии Ассоциации продюсеров кино и телевидения «За успешный кинопрокат телесериала» за фильм «Гоголь. Начало»; премия «Медиа-менеджер России 2018» в категории «Электронные СМИ» — «Телевидение» / «Федеральные Эфирные каналы»[10]; лауреат VI Национального кинофестиваля дебютов «Движение» в конкурсе сериале «Движение. Навстречу» за сериал «Мёртвое озеро»; премия «ТЭФИ 2018» в номинации «Событие телевизионного сезона» за фильм «Гоголь. Начало».
- 2018 — премия Accolade Global Film Competition (США) за режиссуру (Егор Баранов, «Аванпост») и специальная награда фестиваля Award of Excellence (Алексей Чадов)
- 2018 — премия Accolade Global Film Competition (США) получил режиссер сериала «Мёртвого озера» Роман Прыгунов и исполнитель главной роли Евгений Цыганов (Award of Excellence)
- 2018 — международная американской премии Global Music Awards за саундтрек композитора Райана Оттера к фильму «Аванпост»
- 2018 — онлайн-премия «Самый ОК» от социальной сети «Одноклассники» получил фильм «Гоголь. Вий»
- 2019 — три премии «Золотой орёл»: лучшая женская роль на телевидении (Анна Михалкова, «Обычная женщина»), лучшая работа художника по костюмам (Виктория Игуменцева, «Гоголь») и лучшая работа художника-постановщика (Елена Жукова, «Гоголь»)
- 2019 — премия Ассоциации продюсеров кино и телевидения России (АПКиТ): «Лучший мини-сериал», «Лучшая женская роль» («Обычная женщина»)
- 2019 — специальным дипломом «За высочайшее достижение в жанровом кинематографе» на первом фестивале экранизаций «Читка» за сериал «Эпидемия»[11]
- 2019 — специального диплома жюри 30-го фестиваля «Кинотавр» за фильм Нигины Сайфуллаевой «Верность»
- 2019 — фильм «Верность» получил главный приз жюри Фестиваля русского кино в Париже
- 2019 — фильм «Гроза» Григория Константинопольского назван лучшим на втором кинофестивале российского кино Premio Felix в Милане
- 2019 — приз за лучший сценарий на фестивале «Пилот» («Колл-центр», Наташа Меркулова и Алексей Чупов)[12]
- 2019 — 5 премий ТЭФИ: «Телевизионный фильм/сериал», «Режиссёр телевизионного фильма/сериала», «Лучшая актриса телевизионного сериала» («Обычная женщина»), «Реалити-шоу» («Последний герой. Актёры против экстрасенсов»), «Телевизионный продюсер сезона» (Валерий Федорович, Евгений Никишов).[13]
- 2020 — 6 премий Ассоциации продюсеров кино и телевидения России (АПКиТ). «Эпидемия»: «Лучшая актриса сериала», «Лучшая актриса второго плана», «Лучшая операторская работа», «Лучшая работа режиссёра монтажа» и «Лучшая работа художника по гриму». «Гоголь»: лучшие визуальные эффекты.[14]